# Pavel Kolčin
Pavel Konstantinovič Kolčin (in russo Павел Константинович Колчин?; Jaroslavl', 9 gennaio 1930 – Otepää, 29 dicembre 2010) è stato un fondista sovietico, dal 1991 cittadino russo.

## Palmarès

### Olimpiadi invernali
- Oro a Cortina d'Ampezzo 1956 nella staffetta 4 × 10 km.
- Bronzo a Cortina d'Ampezzo 1956 nei 15 km.
- Bronzo a Cortina d'Ampezzo 1956 nei 30 km.
- Bronzo a Innsbruck 1964 nella staffetta 4 × 10 km.

### Mondiali
- Argento a Lahti 1958 nei 15 km.
- Argento a Lahti 1958 nei 30 km.
- Argento a Lahti 1958 nella staffetta 4 × 10 km.
- Bronzo a Zakopane 1962 nella staffetta 4 × 10 km.

## Onorificenze
- Medaglia Holmenkollen (1963)